# Yungipicus
Yungipicus es un género de aves piciformes perteneciente a la familia Picidae. Sus miembros son pájaros carpinteros de pequeño tamaño que habitan en Asia. Todas las especies integrantes del género se clasificaban anteriormente en el género Dendrocopos.

## Especies
El género está compuesto por siete especies:
- Yungipicus temminckii - pico de Célebes;
- Yungipicus nanus - pico crestipardo;
- Yungipicus canicapillus - pico crestigrís;
- Yungipicus maculatus - pico filipino;
- Yungipicus ramsayi - pico de las Sulu;
- Yungipicus moluccensis - pico de la Sonda;
- Yungipicus kizuki - pico kizuki.